# OpenBSD

OpenBSD este un sistem de operare de tip Unix derivat din Berkeley Software Distribution (BSD), un sistem de operare pentru cercetare dezvoltat la Universitarea Berkley din California. A fost separat din NetBSD de Theo de Raadt, leaderul proiectului, la sfârșitul lui 1995. Pe lângă sistemul de operare, Proiectul OpenBSD a produs versiuni portabile a numeroase subsisteme, printre care PF, OpenSSH și OpenNTPD, care sunt acum disponibile ca pachete în alte sisteme de operare.
Proiectul este bine-cunoscut și pentru insistența dezvoltatorilor pentru cod open-source și documentație de calitate, lipsa de compromisuri referitoare la licențele software și prioritatea acordată corectitudinii codului și securității. Proiectul este coordonat de la domiciliul lui Raadt în Calgary, Alberta, Canada. Logoul și mascota proiectului este un pește balon numit Puffy.

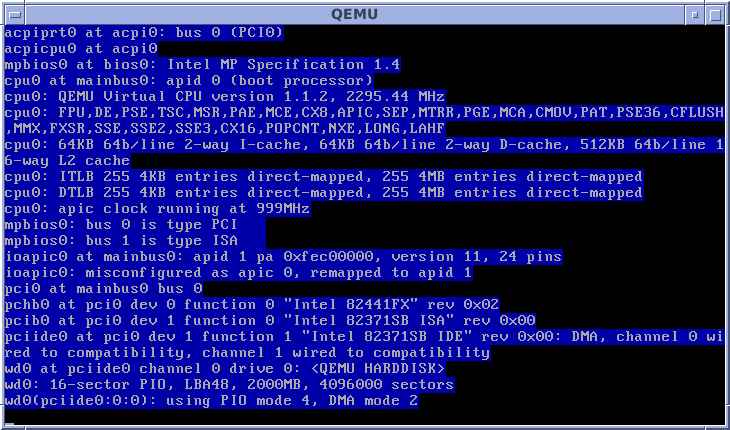
Pornirea OpenBSD în mod consolă

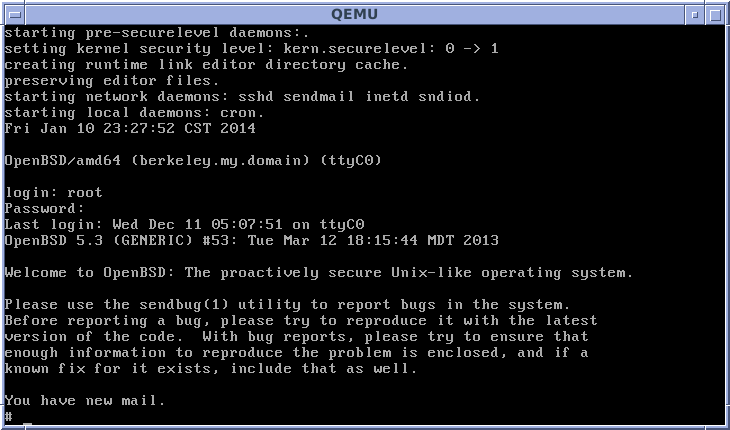
Autentificarea prin consolă în OpenBSD și mesajul de bun-venit

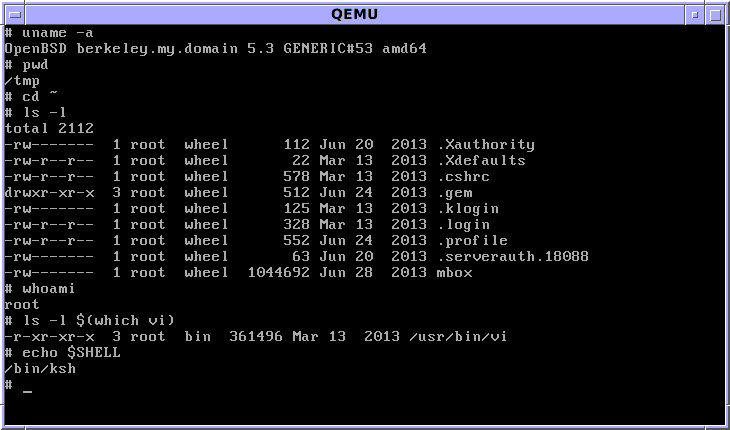
Interacțiunea cu pdksh în OpenBSD (shell-ul implicit)

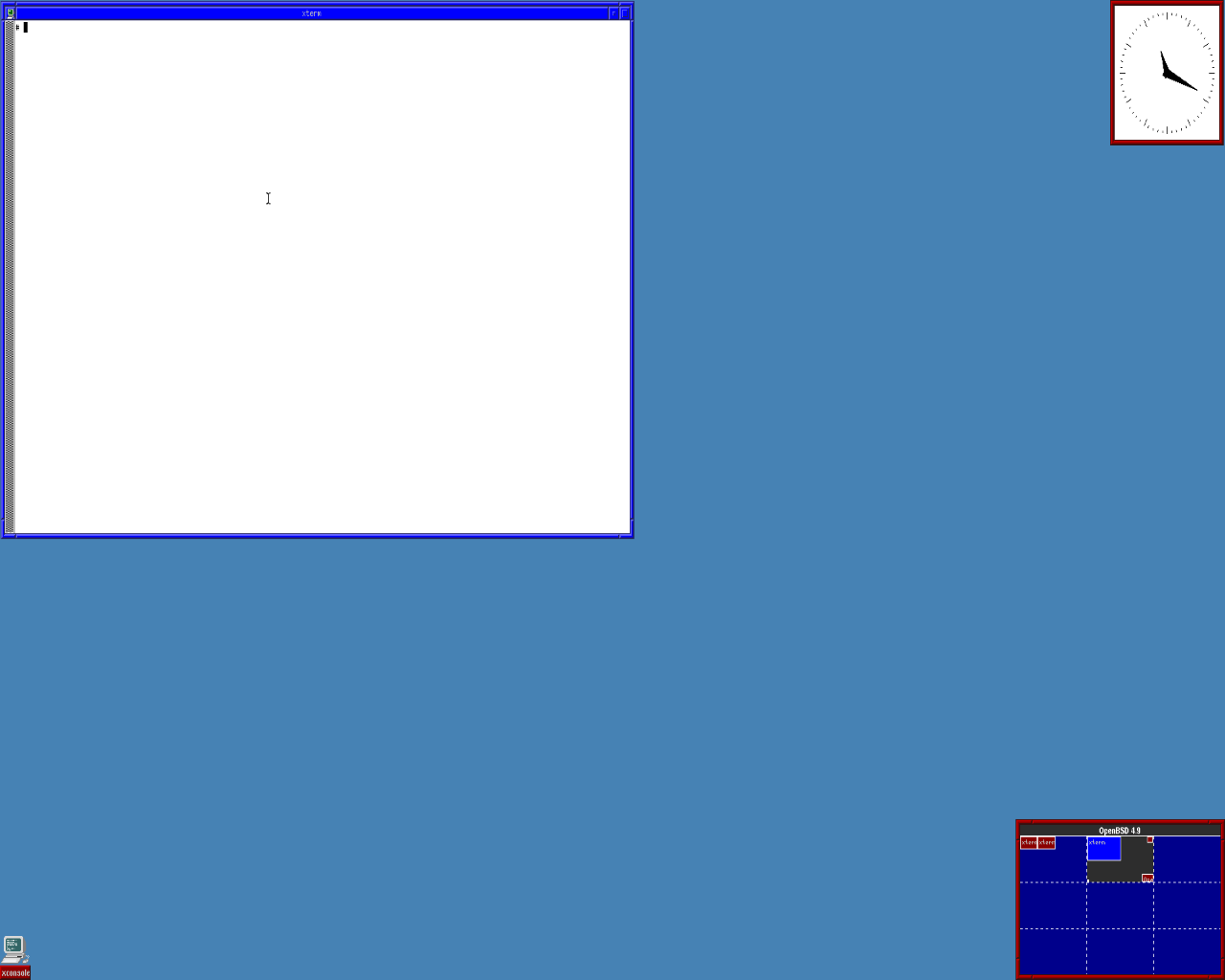
OpenBSD 4.9 rulâng X.Org cu managerul de ferestre implicit FVWM

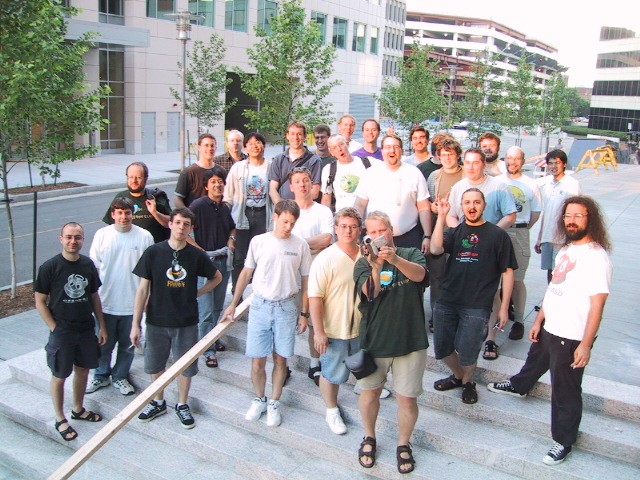
Dezvoltatori OpenBSD la hackathonul c2k1 de la MIT

### Video
- Video - Tehnici de diminuare a exploiturilor: o actualizare după 10 ani Arhivat în 20 februarie 2014, la Wayback Machine.
- Video - O prezentare OpenBSD de Michael Lucas